# Quintus Caecilius Epirota
Quintus Caecilius Epirota († nach 26 v. Chr.) war ein lateinischer Grammatiker der zweiten Hälfte des 1. Jahrhunderts v. Chr.

## Leben
Der in Tusculum geborene Quintus Caecilius Epirota ist vor allem durch Suetons biographischen Abriss in dessen Werk über Grammatiker und Rhetoren bekannt. Demnach war er ein Freigelassener von Ciceros Korrespondenzpartner Titus Pomponius Atticus. Seine ersten beiden Namensbestandteile erhielt er aufgrund der Tatsache, dass Atticus von dessen Onkel mütterlicherseits, Quintus Caecilius, testamentarisch adoptiert worden war; sein Beiname Epirota könnte auf die Besitzungen des Atticus in Epirus zurückgehen.
Einige Zeit, nachdem Atticus’ Tochter Caecilia Attica um 37 v. Chr. eine Ehe mit Augustus’ Freund Marcus Vipsanius Agrippa eingegangen war, wurde sie die Schülerin von Caecilius Epirota. Als dieser in Verdacht geriet, ein intimes Verhältnis mit ihr begonnen zu haben, musste er seinen Abschied nehmen (vor 28 v. Chr.) und suchte nun Gaius Cornelius Gallus auf, der selbst ein bedeutender Dichter von Liebeselegien war und den Grammatiker sehr entgegenkommend behandelte. Dieses Verhalten soll maßgeblich dazu beigetragen haben, dass Cornelius Gallus die Freundschaft des Kaisers Augustus verlor. Jedenfalls wurde er 27/26 v. Chr. verurteilt und verübte Selbstmord. Daraufhin eröffnete Caecilius Epirota eine Schule, unterrichtete aber nur relativ wenige, meist ältere Schüler.
Sueton zufolge war Caecilius Epirota angeblich der Erste, der Stegreifdisputationen auf Latein hielt. Ebenso soll er als Erster Vergil und andere damals aktuelle Poeten erklärt haben; dies habe der Epigrammatiker Domitius Marsus höhnisch kommentiert. Epirota war die erste Lehrkraft, die Vergils Aeneis als Schullektüre einführte. Dies geschah kurz nach ihrer Veröffentlichung. Sein Todesjahr ist nicht überliefert, Werke von ihm sind unbekannt.